# Stazione di Palermo Lolli
La stazione di Palermo Lolli è una fermata ferroviaria di Palermo, posta sulla tratta urbana (passante ferroviario) della linea Palermo-Trapani. È servita dai treni del servizio ferroviario metropolitano.
La fermata è in galleria. L'ingresso, in superficie, è adiacente alla storica stazione di Palermo Lolli.

## Storia
La fermata di Palermo Lolli venne attivata il 14 febbraio 2016 contemporaneamente alla fermata di Guadagna; il successivo 16 febbraio entrambe le fermate e la fermata di Maredolce furono inaugurate alla presenza del Ministro delle Infrastrutture Graziano Delrio.

## Strutture e impianti
La fermata conta un unico binario sotterraneo, servito da una banchina accessibile attraverso un mezzanino; in futuro verrà attivato il secondo binario di corsa, posto sotto il binario esistente.

## Movimento
La fermata è servita dai treni del servizio ferroviario metropolitano, cadenzati a frequenza semioraria.